# Accolay
Pour les articles homonymes, voir Accolay (homonymie).
Accolay est une ancienne commune française située dans le département de l'Yonne et la région Bourgogne-Franche-Comté devenue avec Cravant, le 1er janvier 2017, une commune déléguée de la commune nouvelle de Deux Rivières.

## Géographie
Accolay est traversée par la Cure affluent de l'Yonne et par le canal d'Accolay qui relie la commune voisine de Vermenton à l'Yonne et au canal du Nivernais. Elle est desservie par la route départementale 606 (ancienne RN 6 Paris - Chambéry) et le sentier de grande randonnée no 13 (chemin de Compostelle).

## Toponymie
Accolay est un des plus anciens lieux mentionnés du département de l'Yonne. Il est cité dans le règlement de l'évêque d'Auxerre saint Aunaire comme paroisse de son diocèse au VIe siècle sous le nom d'Accolacus. Nous retrouvons ce toponyme en 1215 sous la forme Accolaium dans les archives du Chapitre cathédral d'Auxerre.
Ce nom serait formé du patronyme gaulois Accola, le suffixe acus s'appliquant aux villages constitués autour des villae gallo-romaines.
Accolay dérive du latin Accōla signifiant « à côté de » et faisant sans doute allusion à Auxerre, dont Accolay était autrefois une partie du pagus et diocèse.

## Histoire
Quatre villae sont connues : Bréau où un moulin (molendino de Brualt) est mentionné en 1127 et 1136, occupé de l’époque romaine au Moyen-Âge inclus ; Le Tiolet, avec un dépôt de monnaies enfoui en, ou vers, 286 ; Sous Bertry, occupé dès la Tène jusqu'à la fin du haut Moyen-Âge ; et dans le village même, un gros établissement gallo-romain et du haut Moyen-Âge.
En 596 le règlement de saint Aunaire, 18e évêque d'Auxerre (572-605), inclut Accolay dans les trente principales paroisses du diocèse.
Geoffroy de Champallement, 49e évêque d’Auxerre, de 1052 à 1076, a fait du chapitre cathédral le seigneur d’Accolay par donation " d’excellentes terres situées à Saint-Bris et à Accolay ". Celle-ci a été confirmée par le vénérable Humbaud son successeur immédiat, qui y ajouta des dîmes (c’est cet évêque qui réalisa la fondation de Pontigny).
En 1781, le chapitre cathédral d'Auxerre  tirait de cette paroisse une dîme de blé de 70 bichets, pour celle d’avoine 16 bichets, pour celle de vin 20 feuillettes. Le chapitre tirait en totalité de cette paroisse un revenu de 1 021 livres.
La notoriété de la commune est étroitement liée à la présence sur le site d'une communauté de potiers à l'origine de la poterie d'Accolay (XXe siècle).

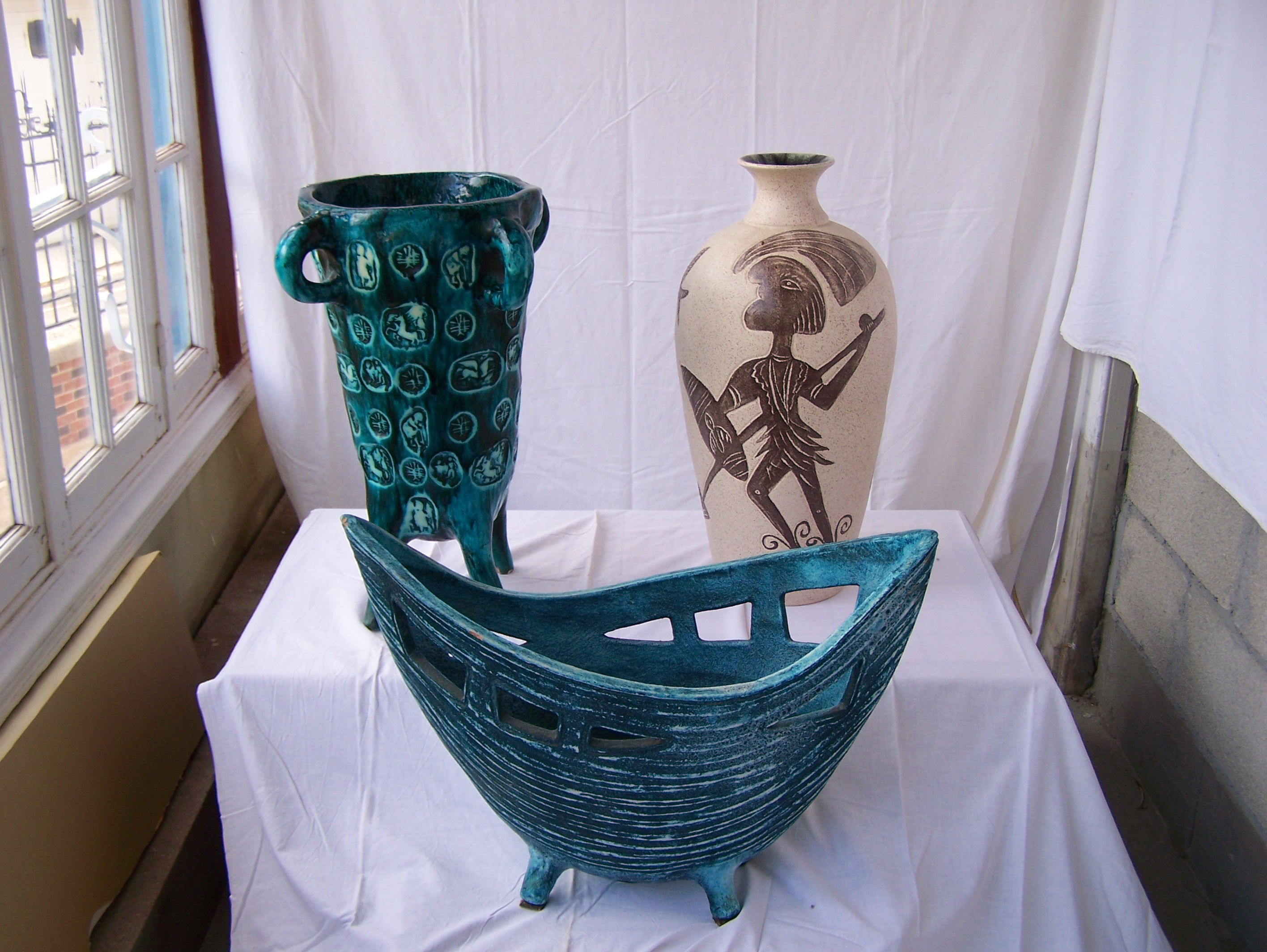
Quelques céramiques d'art modernedes Potiers d'Accolay

## Politique et administration

### Liste des maires
| Période | Période | Identité          | Étiquette | Qualité |
| ------- | ------- | ----------------- | --------- | --- |
| 2008    | 2017    | Dominique Charlot | SE        | Retraité de l'enseignement, réélu en 2014, président de la communauté de communes de Chablis Villages et Terroirs |

### Tendances politiques et résultats
Le résultat de l'élection présidentielle de 2012 dans cette commune est le suivant :
| Candidat       | Candidat                    | Premier tour | Premier tour | Second tour | Second tour |
| Candidat       | Candidat                    | Voix         | %            | Voix        | %           |
| -------------- | --------------------------- | ------------ | ------------ | ----------- | ----------- |
|                | Eva Joly (EÉLV)             | 11           | 3,81         |             |             |
|                | Marine Le Pen (FN)          | 72           | 24,91        |             |             |
|                | Nicolas Sarkozy (UMP)       | 62           | 21,45        | 113         | 41,09       |
|                | Jean-Luc Mélenchon (FG)     | 42           | 14,53        |             |             |
|                | Philippe Poutou (NPA)       | 7            | 2,42         |             |             |
|                | Nathalie Arthaud (LO)       | 3            | 1,04         |             |             |
|                | Jacques Cheminade (SP)      | 0            | 0,00         |             |             |
|                | François Bayrou (MoDem)     | 16           | 5,54         |             |             |
|                | Nicolas Dupont-Aignan (DLR) | 0            | 0,00         |             |             |
|                | François Hollande (PS)      | 76           | 26,30        | 162         | 58,91       |
|                |                             |              |              |             |             |
| Inscrits       | Inscrits                    | 338          | 100,00       | 338         | 100,00      |
| Abstentions    | Abstentions                 | 45           | 13,31        | 46          | 13,61       |
| Votants        | Votants                     | 293          | 86,69        | 292         | 86,39       |
| Blancs et nuls | Blancs et nuls              | 4            | 1,37         | 17          | 5,82        |
| Exprimés       | Exprimés                    | 289          | 98,63        | 275         | 94,18       |

## Démographie
L'évolution du nombre d'habitants est connue à travers les recensements de la population effectués dans la commune depuis 1793. À partir du 1er janvier 2009, les populations légales des communes sont publiées annuellement dans le cadre d'un recensement qui repose désormais sur une collecte d'information annuelle, concernant successivement tous les territoires communaux au cours d'une période de cinq ans. 
Pour les communes de moins de 10 000 habitants, une enquête de recensement portant sur toute la population est réalisée tous les cinq ans, les populations légales des années intermédiaires étant quant à elles estimées par interpolation ou extrapolation. Pour la commune, le premier recensement exhaustif entrant dans le cadre du nouveau dispositif a été réalisé en 2006,.
En 2014, la commune comptait 409 habitants, en évolution de −9,51 % par rapport à 2009 (Yonne : −0,46 %, France hors Mayotte : +2,49 %).
| 1793 | 1800  | 1806  | 1821  | 1831  | 1836  | 1841  | 1846  | 1851  |
| ---- | ----- | ----- | ----- | ----- | ----- | ----- | ----- | ----- |
| 906  | 1 055 | 1 034 | 1 062 | 1 159 | 1 188 | 1 152 | 1 194 | 1 160 |

| 1856  | 1861  | 1866  | 1872  | 1876 | 1881 | 1886 | 1891 | 1896 |
| ----- | ----- | ----- | ----- | ---- | ---- | ---- | ---- | ---- |
| 1 018 | 1 077 | 1 082 | 1 017 | 927  | 940  | 976  | 918  | 915  |

| 1901 | 1906 | 1911 | 1921 | 1926 | 1931 | 1936 | 1946 | 1954 |
| ---- | ---- | ---- | ---- | ---- | ---- | ---- | ---- | ---- |
| 806  | 756  | 671  | 581  | 506  | 470  | 420  | 486  | 411  |

| 1962 | 1968 | 1975 | 1982 | 1990 | 1999 | 2006 | 2011 | 2014 |
| ---- | ---- | ---- | ---- | ---- | ---- | ---- | ---- | ---- |
| 380  | 344  | 371  | 384  | 377  | 433  | 462  | 423  | 409  |

## Lieux et monuments

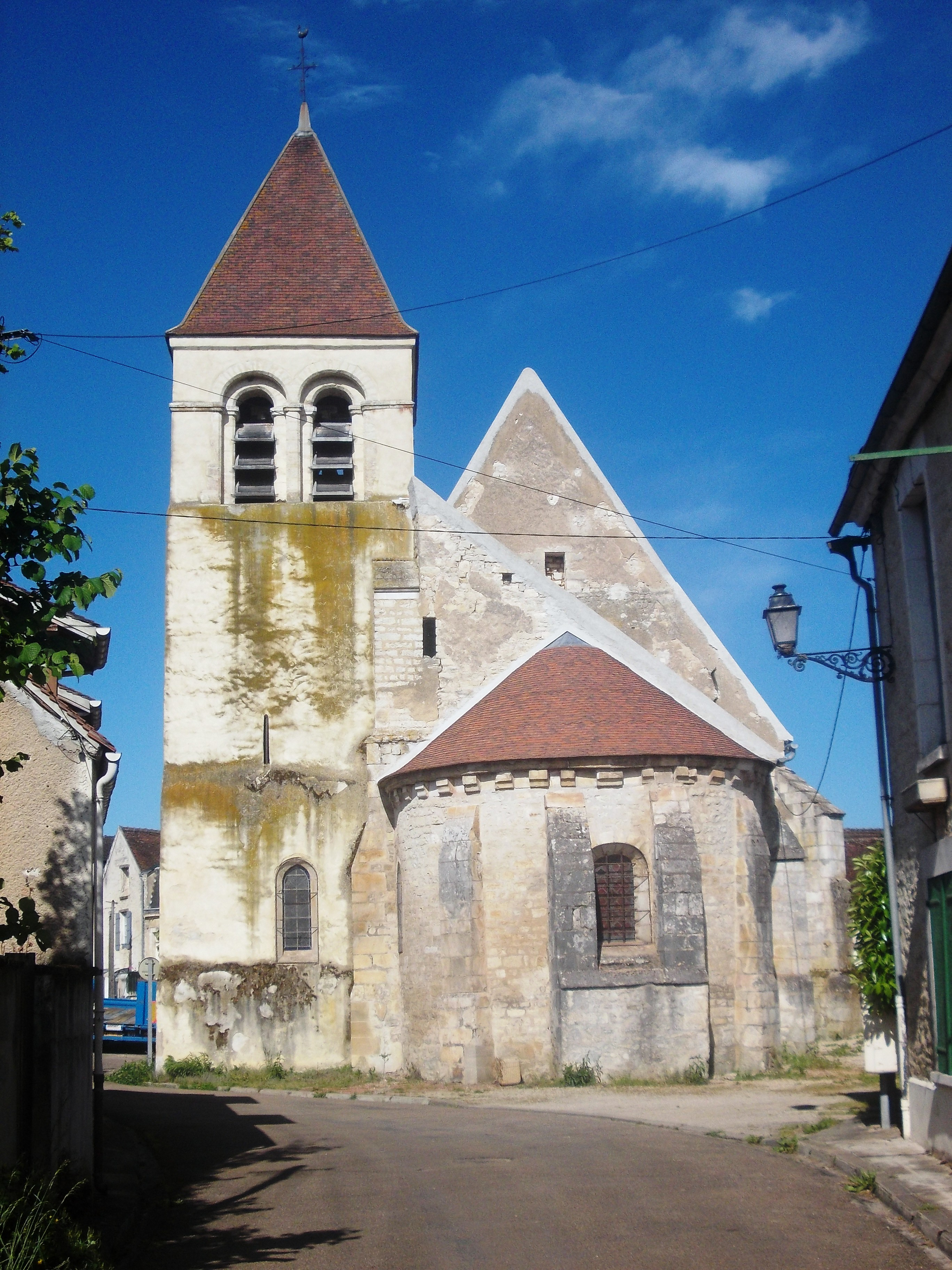
Accolay, église Saint-Nizier (chevet).

- Accolay, église Saint-Nizier (chevet).L'église paroissiale Saint-Nizier à Accolay[14] date des XIe, XIVe et XVIIIe siècles. Elle comprend un chœur et une abside romans, séparés de la nef classique, voûtée en bois, par un retable de la fin du XVIIe siècle. Elle possède notamment trois statues datées de 1695 et classées au titre des monuments historiques.
- Le pont de pierre sur la Cure a été construit en 1842 (les trois arches médianes) et modifié en 1880 lors de la construction de l'embranchement d'Accolay du canal du Nivernais (l'arche marinière et la cinquième arche, côté nord).Pont sur la Cure et le canal

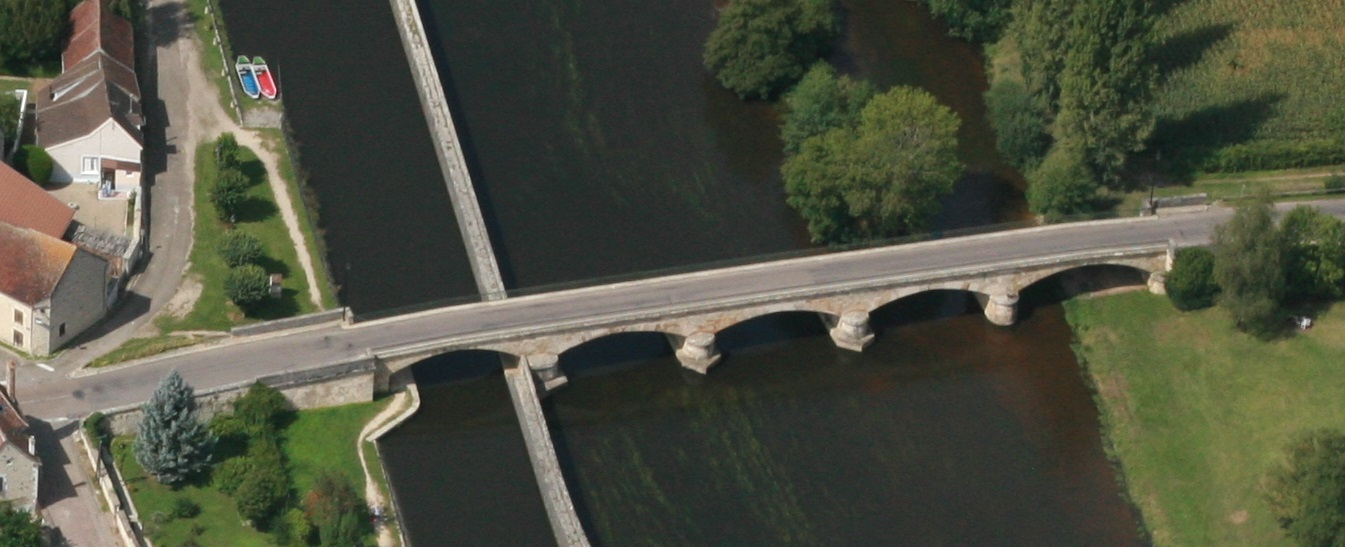
Pont sur la Cure et le canal

- Rue de la Fontaine, une source pérenne alimente au fil de l'eau trois lavoirs.

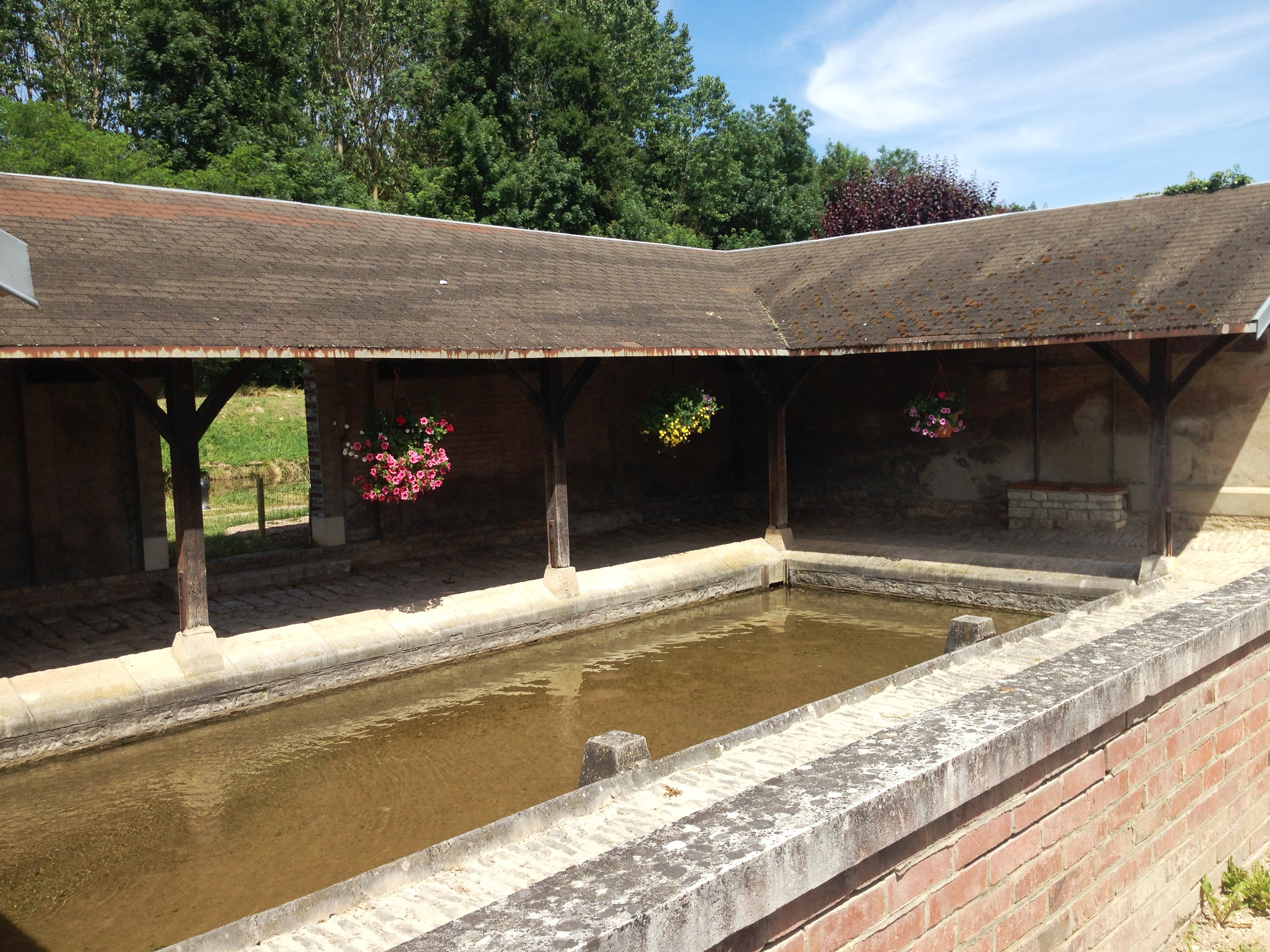
Accolay, quai de la Marine, lavoir (vers 1880).

- À l'emplacement de l'ancienne « maison du passeur », en bordure du canal, un oratoire dédié à saint Nicolas a été édifié en 2006 pour abriter la statue réalisée par le sculpteur et céramiste Yves Varanguin. Cette statue est portée en procession à l'occasion des traditionnelles joutes nautiques du village, le dernier dimanche d'août. Ces joutes et cette statue rappellent le flottage des bois du Morvan vers Paris, pour lequel Accolay était le dernier port sur la Cure jusqu'au début du vingtième siècle. Avant la construction du pont d'Accolay sur cette rivière, en 1842, le « passeur » faisait la traversée en barque des personnes et des animaux.Saint Nicolas, céramique Y. Varanguin.Oratoire Saint-Nicolas (2006).

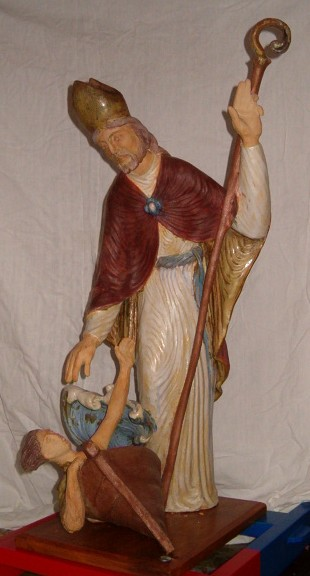
Saint Nicolas, céramique Y. Varanguin.

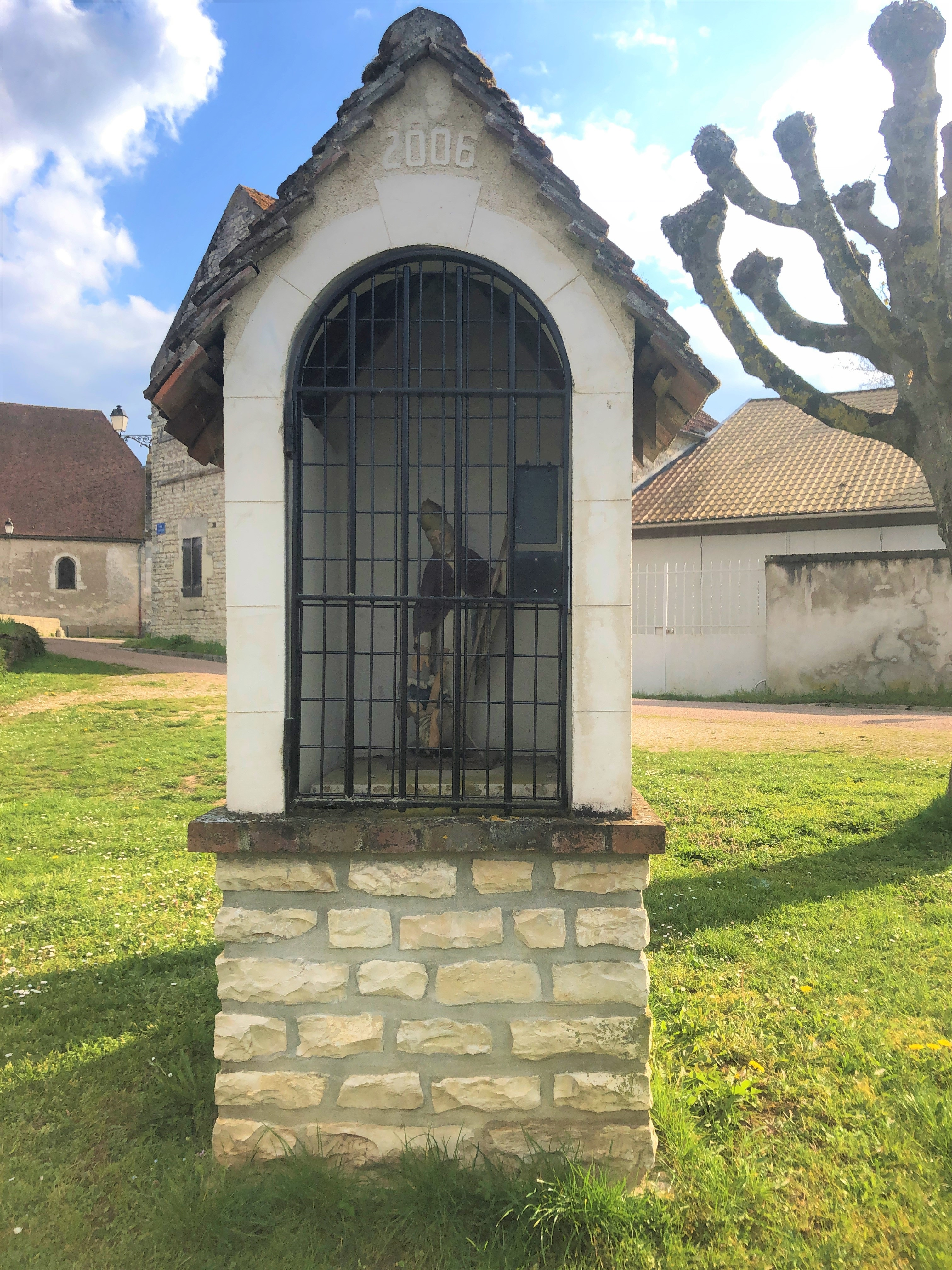
Oratoire Saint-Nicolas (2006).

La statue réalisée par le céramiste Yves Varanguin en 2006 s'inspire de la légende de saint Nicolas, évêque de Myre, en Asie mineure au IVème s., et de la sculpture romane au portail de l'église de Vermenton (XIIème s.).
Saint Nicolas est le patron des gens de rivières, et notamment des flotteurs.
- Le mûrier blanc situé au lieudit Le Poirier Rond est cité parmi Les Arbres remarquables de Bourgogne[15]. Cette essence a été propagée au XVIIe siècle  pour l'élevage des vers à soie. Ce mûrier est l'un des plus septentrionaux connus en Bourgogne.

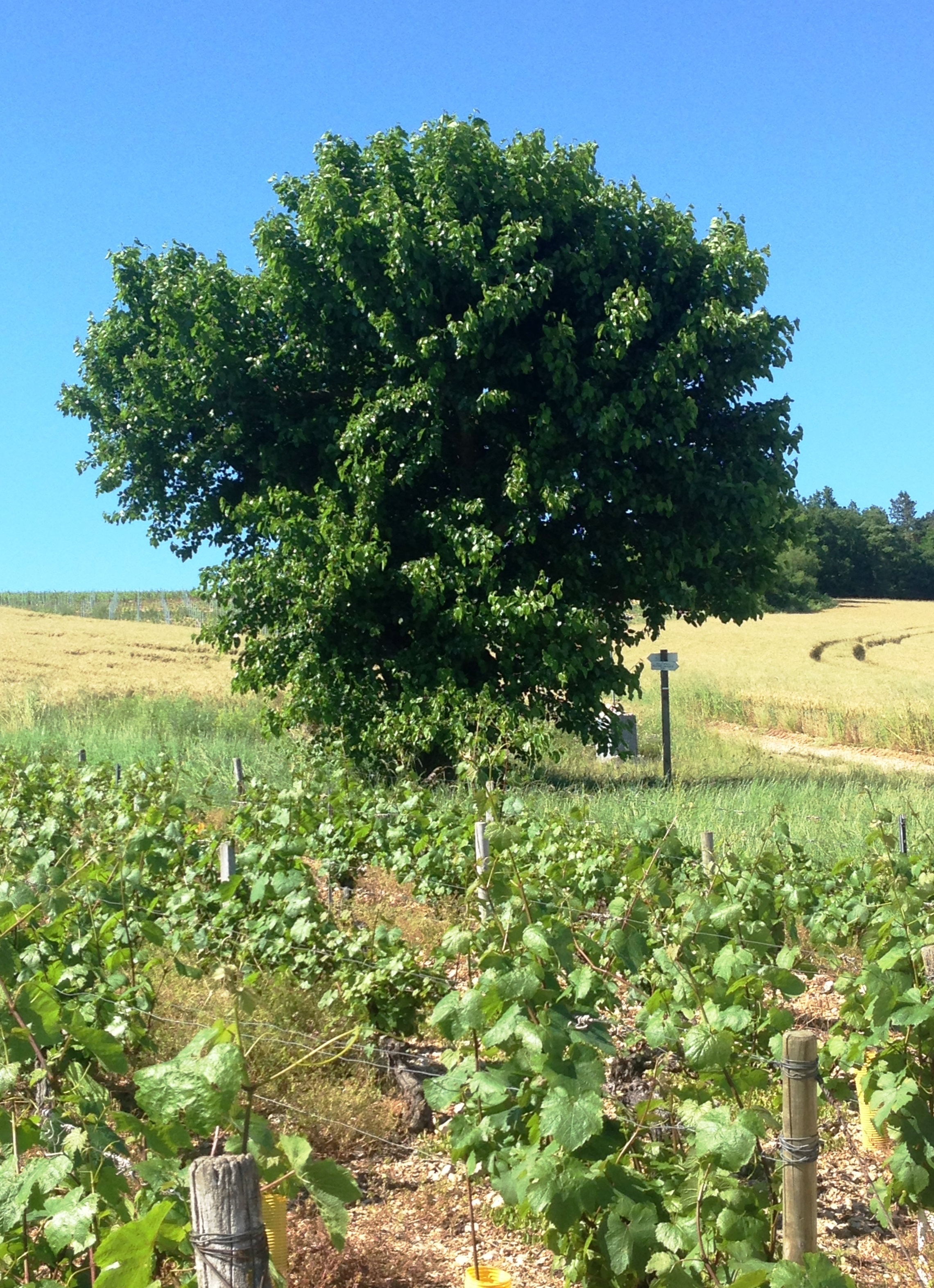
Mûrier blanc (Accolay, lieudit Le Poirier Rond)

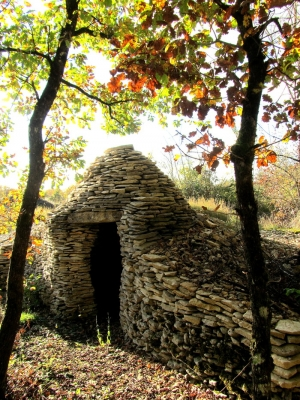
Cabane de vigneron en pierres sèches

- Cabane de vigneron en pierres sèchesJusqu'au début du XXème s. les vignerons construisaient dans leurs vignes des cabanes en pierre sèches, aujourd'hui une quinzaine d'entre-elles sont restaurées.

## Personnalités liées à la commune
- Jean Cédile (Pointe-à-Pitre, 26 janvier 1908 - Saint-Cloud, 13 février 1984), administrateur colonial, officier des Forces françaises libres pendant la Seconde Guerre mondiale, compagnon de la Libération. Inhumé à Accolay.
- René Ferlet (Accolay, 22 janvier 1920 - Montpellier, 9 avril 1989), alpiniste et homme politique.
- Raphaël Giarrusso (1925-1986), peintre, sculpteur et céramiste canadien s'établit à Accolay en 1949. Une grande partie de ses dessins et peintures datent de cette période, avant qu'il entre comme décorateur aux Poteries d'Accolay en 1953 ; il y reste dix ans.
- André Pigeonnat (d) (Accolay, 5 avril 1835 - Paris, 8 janvier 1895), administrateur, gérant du Figaro de 1883 à 1894.

## Pour approfondir